# Antonie Pfülf
Antonie - ou Toni - Pfülf, née le 4 décembre 1877 à Metz et morte le 18 juin 1933 à Munich, est une femme politique allemande, membre du Parti social-démocrate. Elle est élue à sept reprises au Reichstag de 1920 à 1933. Au Parlement comme au sein de son parti, elle défend ardemment les droits des femmes, revendique l'égalité entre les hommes et les femmes, l'égalité des enfants nés hors mariage, une politique scolaire qui donne des chances égales à tous les enfants : riches et pauvres, filles et garçons et demande l'abolition de la peine de mort. Après l'arrivée au pouvoir des nazis, elle vote contre la Loi allemande des pleins pouvoirs de 1933. Dans son combat féministe ainsi que dans son opposition au nazisme, elle doit se battre au sein de son propre parti.
Refusant d'admettre sa défaite face au nazisme et de fuir le pays, elle se suicide le 18 juin 1933.
Souvent profondément déçue par les positions du SPD, notamment ses faiblesses vis-à-vis du pouvoir nazi, elle reste fidèle à l'idéal socialiste et appelle à la victoire du prolétariat dans la notice nécrologique qu'elle rédige avant de se donner la mort.

## Biographie

### Jeunesse et formation
Antonie Pfülf naît à Metz le 14 décembre 1877, dans une famille aisée et conservatrice,. Son père, Emil Pfülf, est officier dans l'armée impériale et sa mère, Justine Stroehlein est la fille d'un avocat,. Elle fréquente l'École supérieure pour filles de Metz. Elle fait ensuite des études, de 1888 à 1894 dans une Höhere Mädchenschule à Munich et poursuit ses études, contre la volonté de ses parents, de 1900 à 1902, dans un institut munichois pour devenir enseignante,.
Elle enseigne dans la campagne du sud de la Bavière de 1902 à 1908, où elle découvre le misère du prolétariat rural, puis à Milbertshofen à Munich.
Peu de temps après avoir déménagé à Munich, elle contracte la tuberculose et doit se faire soigner dans un sanatorium et passer quelque temps à la montagne pour se rétablir. Par la suite, elle subit des rechutes de la maladie et doit prendre un congé médical d'un an en 1915,.

### Engagement politique
Antonie Pfülf rejoint le Parti social-démocrate (SPD) en 1902 après avoir entendu Clara Zetkin parler de l'égalité des femmes lors d'une conférence des femmes du SPD. À l'époque, les femmes ne sont pas autorisées à adhérer officiellement, cela ne l'empêche pas de défendre avec énergie et enthousiasme ses propositions de réforme sociales et d'égalité des chances et n'hésite pas à s'habiller en homme afin d'assister aux réunions du parti. Après la levée de l'interdiction en 1908, Antonie Pfülf est élue au comité exécutif du SPD local. Son engagement en politique entraîne la rupture définitive avec sa famille,,.
Durant la Première Guerre mondiale, elle reste fidèle au parti, malgré ses convictions personnelles pacifistes. Elle n'approuve pas sa décision d'approuver les crédits de guerre, mais préconise l'abstention plutôt que l'opposition pour éviter les accusations de déloyauté.
Pendant la Révolution de novembre, Antonie Pfülf s'implique dans les discussions et les activités des révolutionnaires. Elle s'invite à une réunion du conseil ouvrier et militaire de Munich, composée uniquement d'hommes. Lorsque le président Erich Mühsam lui ordonne de sortir, elle déclare « Vous devrez utiliser la force pour m'expulser, car je suis ici pour représenter les intérêts des femmes ». Elle fait des propositions concernant les femmes et d'autres problèmes sociaux, tels que le chômage, le logement, la propagation des maladies et les soins de santé pour les femmes, les enfants, les prisonniers de guerre et les soldats blessés et demande au nouveau gouvernement provisoire de libérer les travailleurs arrêtés pour avoir fait grève et manifesté contre la guerre. Néanmoins, le conseil décide, à une courte majorité, de l'expulser de la réunion.
De 1916 à 1918, Antonie Pfülf travaille à Munich comme conseillère auprès des pauvres et des orphelins. Après la Révolution de novembre et la proclamation de l'État libre de Bavière, Antonie Pfülf devient une des rares femmes membre du Conseil des ouvriers et des soldats de Munich,.
Elle contribue à créer la Ligue munichoise des femmes socialistes, et en est élue présidente. Elle ne réussit cependant pas vraiment à rassembler les femmes des classes ouvrières et moyennes. Lida Gustava Heymann estime que les hommes socialistes se sentaient mal à l'aise avec les méthodes d'Antonie Pfülf qui, dit-elle « selon eux, allait droit au cœur des choses et menaçait leur sentiment d'autorité ». On lui reproche parfois sa « véhémence et passion excessives » », ce qui passerait pour des qualités chez un homme, elle en est bien conscient.

### La République de Weimar
Malgré l'opposition d'Erhard Auer (de), président de la branche bavaroise du SPD et ministre de l'Intérieur du gouvernement fédéral, mais avec le soutien du ministre de la culture, Johannes Hoffmann, Antonie Pfülf est nommée candidate du SPD à l'Assemblée nationale de Weimar pour les élections constituantes de 1919. Cette élection est la première à laquelle les femmes peuvent participer. Environ 82 pour cent des femmes participent au vote, mais les femmes sont sous-représentées sur les listes électorales : 308 femmes contre 1 310 hommes. Antonie Pfülf est élue dans la circonscription de Haute-Bavière-Souabe et devient ainsi la première femme bavaroise jamais élue au Parlement. À l'Assemblée nationale, elle est l'une des 37 femmes (sur 423 députés au total), dont 18 du Parti social-démocrate et 3 du Parti social-démocrate indépendant (USPD),,.
Lors de la rédaction de la nouvelle constitution, Antonie Pfülf veille à ce que le texte garantisse des droits égaux aux femmes. Elle n'obtient cependant qu'un succès limité, car la majorité non socialiste est peu intéressée par les propositions des femmes de gauche. L'article 109 comprend bien une clause déclarant « l'égalité fondamentale » un objectif de la république, ce qu'Antonie Pfülf trouve trop vague. Elle propose un amendement déclarant explicitement que « les hommes et les femmes ont les mêmes droits » mais ne parvient pas à le faire adopter. Ses propositions visant à abolir la peine capitale et à établir des protections pour les mères et les enfants naturels sont également rejetées. Les protections pour les femmes fonctionnaires et employées du secteur public sont toutefois adoptées,.
Forte de son expérience dans l'enseignement, elle défend également l'accès des enfants de la classe ouvrière aux écoles secondaires, plaide pour l'abolition des frais de scolarité discriminatoires, mais aussi pour un soutien financier aux familles de la classe ouvrière privées d'un revenu quand leur enfant est scolarisé.
En raison d'un nouveau conflit avec Erhard Auer, après l'assassinat de Kurt Eisner, elle doit à nouveau batailler pour obtenir sa nomination aux élections du Reichstag de 1920. Elle est réélue en Haute-Bavière.
La carrière d'enseignante d'Antonie Pfülf prend fin lorsqu'elle quitte l'Église catholique en 1919, les enseignants devant alors obligatoirement être affiliés à l'Église catholique ou protestante. Bien que cette obligation ait été abolie par la nouvelle constitution de Weimar, le gouvernement de Bavière continue à l'appliquer. Malgré une procédure de plus de dix ans et le soutien du Reichstag, Antonie Pfülf ne réussit pas à regagner l'enseignement et se consacre désormais à la politique à plein temps.
Au cours des années 1920, Antonie Pfülf est une des membres les plus en vue du SPD grâce à son activisme et son talent d'élocution. Lors de la conférence du SPD de 1920, elle participe à la rédaction du nouveau programme du parti et est vice-présidente de la Conférence des femmes. Wilhelm Hoegner la décrit comme « l'une des rares femmes intellectuellement significatives » (sic) au Parlement et note « l'énergie et la persévérance » dont elle fait preuve dans son travail de circonscription,.
Elle siège au Reichstag de 1920 à 1933, durant 8 législatures.

### Combat féministe
Antonie Pfüilf estime que l'égalité entre les hommes et les femmes est une étape essentielle pour le socialisme. Si elle fustige parfois les femmes pour leur « incapacité à s'apprécier mutuellement », elle condamne les hommes conservateurs, comme bourgeois et socialistes qui craignent le suffrage féminin comme une menace pour leur monopole du pouvoir. « L'orgueil sexuel continue de triompher des principes ».
Lors de la conférence de Cassel en 1920, Antonie Pfülf définit une série d'objectifs politiques ambitieux pour contribuer au développement des femmes. Elle prône le bien-être et la protection des femmes et des enfants, l'amélioration du logement, un salaire égal pour un travail égal et l'accès à l'assurance-chômage. Elle appelle également les femmes à s'opposer à la peine de mort et la violence punitive en général, y compris les châtiments corporels dans les écoles, estimant que l'élimination de la violence de la société favoriserait une culture de développement libre plutôt que la motivation par la peur,.
Grâce à elle, l'obligation de célibat pour les enseignantes est abolie en 1920.
La progression des femmes au sein du SPD est cependant très lente, ce qu'Antonie Pfülf explique par les nombreux obstacles rencontrés au sein du parti. Le fait qu'elle se concentre sur des questions politiques spécifiques plutôt que de rechercher un changement structurel et culturel, a pu contribuer à l'isolement du mouvement des femmes et l'a privé du soutien des hommes. Bien qu'elle soit frustrée par la situation, elle refuse une politique de quotas qui exigerait la nomination d'un nombre de femmes proportionnel à leur représentation dans le parti, préférant les appeler à participer davantage. D'autres sources indiquent cependant que, lors de la conférence du parti SPD à Heidelberg en 1925, en tant que membre de la commission du programme, elle réussit à faire adopter les premières approches provisoires d'un quota de femmes.
Au Reichstag non plus les politiques féministes ne rencontrent pas un grand succès. En 1928, le gouvernement de coalition dirigé par le SPD remet sur la table un projet de libéralisation du droit du mariage et du divorce. Antonie Pfülf prononce un discours passionné qui lui vaut d'être chahutée par des députés de droite, criant que « les femmes qui désirent l'indépendance ne devraient pas se marier » ou « Une femme qui aime n'est pas intelligente, mais une femme intelligente ne trouve généralement pas l'amour ! », à quoi elle répond qu'« une femme intelligente devrait y réfléchir à deux fois avant de se marier et de céder tous ses biens à son mari ». La tentative de modifier le droit de la famille échoue une nouvelle fois.

### Le combat contre le nazisme
Lorsque le Parti national-socialiste fait une percée inattendue aux élections de 1930, Antonie Pfülf défend vigoureusement les droits des travailleurs et la protection sociale qu'elle considère comme essentiels pour protéger les travailleurs de la crise économique. Elle est très déçue par la décision du SPD de tolérer le gouvernement Brüning mis en place après l'échec du gouvernement du social-démocrate Hermann Müller. Le travail au Reichstag auquel elle se consacre depuis longtemps se heurte à l'obstruction de l'extrême droite et du recours croissant aux décrets présidentiels.
Perdant confiance dans la capacité du SPD à défendre la république par des moyens politiques, elle place ses espoirs dans le mouvement de résistance Front de fer mais une nouvelle déception l'attend quand, en juin 1932, les dirigeants du SPD et des syndicats refusent de le mobiliser en réponse au coup d’État prussien.
En février 1933, un mois après la prise de pouvoir d'Adolf Hitler, elle est arrêtée à Weiden après avoir prononcé un discours condamnant la violence et la censure nazie, puis relâchée.
Antonie Pfülf est réélue au Reichstag en mars 1933 malgré une dure répression contre l'opposition démocratique. Bien que le Reichstag soit désormais réduit à un théâtre du pouvoir nazi, elle choisit de participer, par défi, le 23 mars 1933 au vote de la loi sur les pleins pouvoirs qui permet à Adolf Hitler de gouverner sans consulter le Parlement. Elle est une des 94 députés du SPD à voter contre,.
Alors que la situation se détériore, elle aide des amis, comme Rudolf Breitscheid et son épouse Tony à quitter le pays, les accompagnant parfois en Suisse mais elle-même refuse de fuir et de s'avouer vaincue,. Elle plaide également pour que le SPD reste en Allemagne pour résister au pouvoir. Elle refuse toute proposition visant à accommoder le régime, s'oppose à la décision du groupe SPD du Reichstag de soutenir une « résolution de paix » présentée au parlement par Adolf Hitler, et aurait été secouée de tremblements alors qu'elle prend la parole sur ce sujet lors de la réunion du parti le 17 mai.

### Fin des combats
Antonie Pfülf est profondément désespéré par la situation. Pacifiste convaincue, elle refuse d'envisager une résistance aux nazis par la violence et, en tant que démocrate, elle refuse de négocier avec eux, comme le pense-t-elle, le SPD a commencé à faire. Elle rédige son testament et nomme sa sœur exécutrice testamentaire. Le 17 mai 1933, le groupe parlementaire SPD décide, à la majorité, d'accepter une déclaration gouvernementale modérée du chancelier du Reich Adolf Hitler sur les questions de politique étrangère. Elle passe la journée à écrire des lettres d'adieu à ses amis. Sur le chemin du retour de Berlin à Munich, elle tente de se suicider en absorbant des somnifères, mais échoue,.
Lorsqu'elle rentre chez elle après une courte hospitalisation ses amis, Paul Löbe, Louise Schroeder et Josef Felder (de) lui demandent de rejoindre la résistance. Mais, même s'ils lui reprochent de les abandonner en choisissant le suicide, elle ne se laisse pas convaincre. Elle exprime sa consternation « qu'un grand parti comme le SPD, quatre millions et demi de syndicalistes libres et les organisations chrétiennes, n'essaie même pas de se défendre, je ne peux pas le supporter ».
Antonie Pfülf se suicide le 8 juin 1933 dans son appartement de Munich.
Ses funérailles ont lieu le 12 juin au cimetière du nord. Pour que personne ne soit inquiété, elle a fait en sorte que les personnes en deuil restent silencieuses et seulement quelques minutes avant de se disperser et qu'une seule et courte déclaration soit lue : « Antonie Pfülf, née le 14 décembre 1877 à Metz, est décédée le 8 juin 1933 à Munich »,.
Elle avait demandé à sa sœur de publier cette annonce de décès, dans le Vorwärts et le Münchener Post (de) : « Le [date effective du décès], Toni Pfülf est rentrée chez elle. Elle a apprécié sa vie et ses amis et leur est reconnaissante. Elle repart confiante dans la victoire de la grande puissance du prolétariat qu'elle a eu le privilège de servir ». Mais au moment de sa mort, les deux journaux sont déjà interdits. Sa famille soumet alors l'annonce au Münchner Neueste Nachrichten, qui refuse de la publier. Sa mère Justine et sa sœur Emma modifient alors le texte : « Ma fidèle fille et ma bonne sœur, Frau Toni Pfülf, institutrice et membre du Reichstag, est décédée le jeudi 8 juin et a été incinérée le 12 juin ».
Le 22 juin 1933, la Parti social-démocrate est interdit.

« Je ne suis pas du genre à me cacher. J'ai toujours combattu ouvertement. Mais maintenant, cela est devenu inutile. Et je ne veux pas suivre le chemin que vous empruntez maintenant. »

## Hommages
Une plaque commémorative est apposée sur le logement d'Antonie Pfülf à Munich, Leopoldstraße 77
Depuis 1986, une plaque commémorative dans le bâtiment du syndicat de la Richard-Wagner-Straße de Ratisbonne rend hommage à deux victimes nazies du mouvement ouvrier : Antonie Pfülf et Alfons Bayerer.
Des rues portent son nom à Munich et Ratisbonne.
A Engelskirchen, un service d'accueil pour enfants porte le nom AWO-Kita Antonie-Pfülf.
Le Prix Toni Pfülf est décerné tous les deux ans pour honorer l'engagement exceptionnel des femmes en faveur des femmes dans la politique et la société.